# Abraham Nava
Abraham Nava (* 23. Januar 1964 in Mexiko-Stadt) ist ein ehemaliger mexikanischer Fußballspieler auf der Position eines Verteidigers.

## Leben

### Verein
Nava begann seine Profikarriere bei den UNAM Pumas, mit denen er 1989 den  CONCACAF Champions Cup und 1991 die mexikanische Meisterschaft gewann. Zweimal bestritt er mit den Pumas die Finalspiele um die mexikanische Meisterschaft gegen den Erzrivalen América, die beide im selben Stadtbezirk von Mexiko-Stadt, Coyoacán, beheimatet sind. 1988 setzte sich América durch und 1991 behielten die Pumas die Oberhand.

### Nationalmannschaft
Sein Debüt im Dress der mexikanischen Nationalmannschaft feierte Nava am 12. März 1991 in einem Spiel um den Nordamerika-Pokal gegen den Erzrivalen USA, das 2:2 endete. Sein letztes Länderspiel bestritt Nava am 16. Dezember 1993 in einem Testspiel gegen Rekordweltmeister Brasilien, das 0:1 verloren wurde.

### Trainer
Nach seiner aktiven Laufbahn begann Nava eine Trainertätigkeit und war unter anderem verantwortlich für den Nachwuchs der UNAM Pumas in der mittlerweile nach ihm benannten Fußballschule. Trotz seiner langjährigen Zugehörigkeit zu den Pumas ist sein Verhältnis zum Verein in letzter Zeit angespannt, weil er an der Vereinsspitze eine Vetternwirtschaft ohne großen Sachverstand am Werke sieht.